# Nyctobia
Nyctobia is een geslacht van vlinders van de familie spanners (Geometridae), uit de onderfamilie Larentiinae.

## Soorten
- N. anguilineata Grote & Robinson, 1867
- N. limitaria Walker, 1860